# Умеренность (карта Таро)

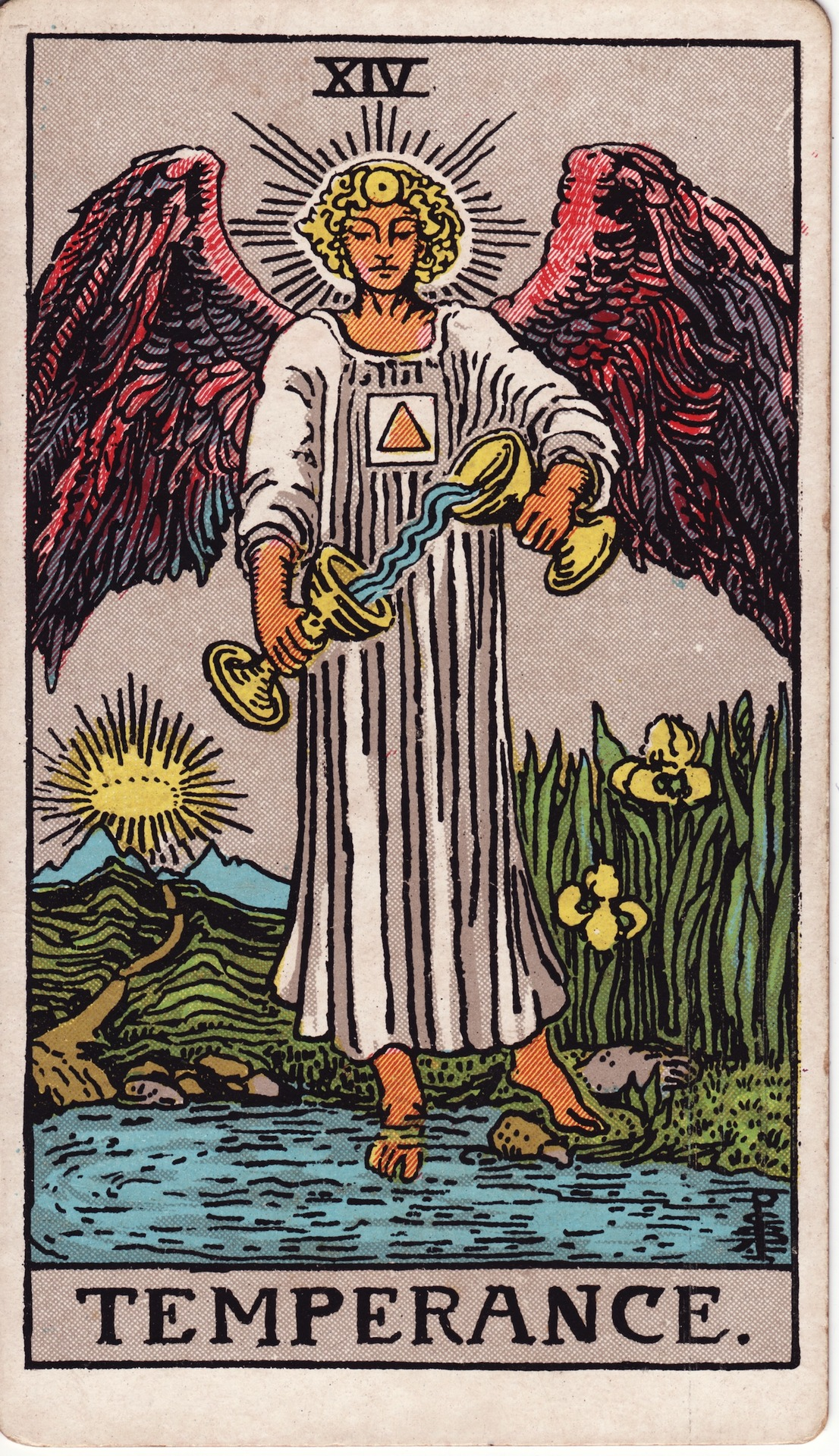
Таро Райдера — Уэйта

Умеренность ― карта № 14 старших арканов колоды Таро. Она используется в карточных играх Таро, а также в гадании.

## Описание

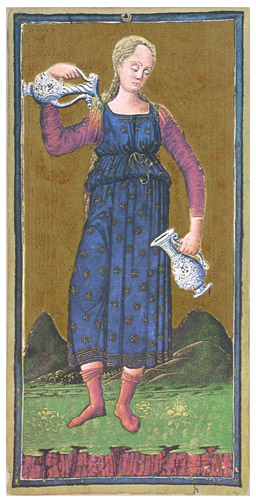
Вариант карты, Таро Висконти-Сфорца

Умеренность (итал. La Temperanza) появляется в самых старых итальянских колодах, где она пронумерована либо VI, либо VII. В Марсельском Таро и в большинстве современных колод карта имеет номер XIV. В Таро Тота и в колодах, созданных на его основе, эта карта называется Искусством (Art), а не Умеренностью.
Умеренность почти всегда изображается в виде человека (чаще это женщина или существо андрогинного типа), переливающего жидкость из одного сосуда в другой. Исторически этот процесс был стандартным символом добродетели умеренности, одной из кардинальных добродетелей, потому что переливание жидкости означает разбавление вина водой. Во многих колодах вместо человека изображён крылатый ангел, который стоит одной ногой на воде, а другой на земле.
В нижней левой части карты на заднем плане изображена тропа. Над ней находится корона, символизирующая достижение цели или овладение каким-либо навыком.
На Таро Райдера-Уэйта (эта карта показана в статье) на груди ангела над квадратом и треугольником находится еврейский тетраграмматон. В колодах, созданных на основе Таро Райдера-Уэйта, этот теоним на карте обычно не изображается.
Книга Артура Эдварда Уэйта «Иллюстрированный ключ к Таро» (1910) даёт карте такую трактовку:
14. УМЕРЕННОСТЬ. ― Экономия, бережливость, управление, приспособление. В перевёрнутом виде: вещи, связанные с церковью.